# 平畠啓史
平畠 啓史（ひらはた けいじ、1968年8月14日 - ）は、日本のお笑いタレント。お笑いコンビ「DonDokoDon」のツッコミ担当（現在はコンビ活動休止中）。大阪府高槻市出身。吉本興業所属。サッカーに関する造詣が深く、「Jリーグウォッチャー」の肩書きを用いることも多い。

## 来歴
大阪府高槻市出身。大阪府立阿武野高等学校卒業後、一浪の後、関西大学経済学部に入学し卒業。大学卒業後に同じ職場（宝塚ファミリーランド）で相方の山口智充と出会い、お笑いコンビ「DonDokoDon」を結成する。
コンビ活動休止中の現在はJリーグ中継をはじめとしてサッカー番組やサッカー関連のイベントへの出演機会が多く、Jリーグのみならず、海外サッカーに関する造詣も深いことから、芸能人No.1の「サッカー通」である。
また、静岡県では1999年から『くさデカ』（テレビ静岡）の顔として出演。沼津ラクーンよしもと劇場の記者発表会では司会を務めるなど、静岡における吉本芸人の代表格となっている。『くさデカ』の食レポでおなじみのたとえ話はサッカー解説でも用いられることがある。

## 人物

### サッカー
小学4年生でサッカーを始める。子供の頃のあこがれのサッカー選手はヤンマーディーゼル（セレッソ大阪の前身）楚輪博。
高校在学中にサッカー部の主将としてチームを全国高校総体（インターハイ）出場に導くという経歴を持ち、宮迫博之（雨上がり決死隊）とは宮迫が金光第一高等学校サッカー部2年のときに対戦経験がある。関西大学入学時にもサッカー部に勧誘された（正確にはサッカー部に入った高校時代の知人に「飯食いに行こう」と誘われた）が断っており、サッカー選手としての活動は高校までで止めている。
サッカーに関する仕事を本格的に始めることになったのは偶然の賜物で、J-LEAGUE WIDE（TBS）の浦和 vs 横浜FMの副音声ゲストで呼ばれたとき、たまたま『Foot!』（J SPORTS）のグッズとして販売されていたTシャツ（インターネットで自費で購入したという）を着ていたのを『Foot!』のスタッフが見つけ、番組から声がかかったのがきっかけであるという。『Foot!』にゲスト出演した際、初回放送はできる限り自宅で見る、好きなチームはレアル・ベティスで好きな選手はフランシスコ・ジェステとスペインサッカーに関する造詣を語ったのを機に、2005年より同局で『バルサTV "Historia"』（FCバルセロナの過去の試合を紹介する番組。2007年より『バルサTV PARTIDO』に番組名変更）でコメンタリスタ（解説者との対談）、2008年からはリーガ・エスパニョーラの実況も担当をすることになった。
スカパーで仕事をするようになったのは2006年のFIFAワールドカップドイツ大会のデイリーニュース番組のMCとして声がかかったのが始まりで、以降、スカパー!がJリーグ中継から撤退するまでの10年以上にわたってJリーグのハイライト番組を担当することになる。スカパー!がJリーグ中継から撤退して以降は、NHKのJリーグハイライト番組「Jリーグタイム」でJ2・J3を取り上げる際のゲストコメンテーターを務めている。
『アメトーーク!』の「ワールドカップ2010応援芸人」（2010年6月10日放送）では、他の出演者がアルゼンチン代表のリオネル・メッシや、ポルトガル代表のクリスティアーノ・ロナウドなどを注目選手とする中、平畠はウルグアイ代表のディエゴ・フォルランを注目選手とした。フォルランは同大会において得点王・大会MVPに輝く活躍を見せた。
過去に、まちゃまちゃ、森三中などの女性芸人がいたフットサルチーム「よしもとマラティニーコ」の監督（当初はペナルティのヒデ）を務めていた。
本人曰く「『日本でサッカーを一番楽しんでる人間』になりたい」「常に『もっとおもろいサッカーの見方はないか』と思ってる」という。

### その他
- ニックネームについては、「平ちゃん」（主に同期の田村淳が使用）が一般的であるが、「ヒゲ」「ひらはな」（主によゐこが使用）「野良はた」など色々。
- デビュー当時、自己紹介をする際に野球選手の川相昌弘に似ていると言って自己紹介していた。日本中央競馬会 (JRA) 所属ジョッキー（栗東）佐藤哲三と顔が似ていてよく間違えられる。三吉慎蔵（寺田屋事件で坂本龍馬を護った長府藩士）に顔が似ているという理由から、2011年のドラマ『JIN-仁-』に三吉役のオファーを受け、出演した[12]。
- パチンコ、パチスロも趣味としており、遠征も頻繁に行っている。またその豊富な知識を生かし、『ゴリラのつぼ』（ラジオ日本）のメインパーソナリティを務めた。
- げんしじんは高校の1年後輩にあたるが、高校卒業後に坂田利夫に弟子入りしているため、逆に芸歴ではげんしじんのほうが先輩である。
- サッカー関連の仕事は基本的に断らない一方で、バラエティ番組への出演については「喋りとか場を仕切るといったことに関して、基本スキルを持ってない」との考えから、自分が行って（番組を上手く回せずに）迷惑になるようであれば断るようにしているという[8]。

## その他仕事
- 2004年放送のフジテレビ『run for money 逃走中』に出演し、制限時間60分のゲームで1度もハンターに追われないまま逃走成功し、岡田義徳と共に賞金を獲得した。
- 2004年のNHK大河ドラマ『新選組!』に葛山武八郎役で出演。半ば強引に（山口が演ずる）永倉新八らと行動を共にさせられたあげく、永倉らの罪を一人で背負って切腹に追い込まれる、という役どころであった。
- 『松本人志・高須光聖の放送室』（TOKYO FM）の企画「カプリチョーザ杯」で第三回チャンピオン（2005年4月）になり、4回のチャンプが戦った「グランドチャンピオン大会」（2006年1月）でも優勝する。
- 2006年1月18日に発売された声優・歌手の水樹奈々のプロモーションビデオ「NANA CLIPS 3」に収録される「ミラクル☆フライト」のPVに、インターネットラジオ『おしゃべりやってまーす火曜日』の繋がりから特別出演をしている。
- かつては雨上がり決死隊と共に芸人が集まった草野球チーム「ユニバース」（蛍原が選手兼監督）に所属していた。
- 『水曜JUNK 雨上がり決死隊べしゃりブリンッ!』（TBSラジオ）では、終了間際の2009年まで年末の放送回に出演し、1年間の近況報告を行うのが恒例となっていた。

## 出演番組
平畠のみ出演のもの。コンビでの出演はDonDokoDonを参照。

### 現在

#### テレビ
- くさなぎ署の刑事→くさなぎ署の刑事特捜班D→くさデカ（1998年 - 、テレビ静岡） - かつてはコンビで出演。
- 平ちゃんの「ほな行こか。」（スカサカ!）
- デイリーサッカーニュース Foot!（J SPORTS） - 代理MCのほか、2017/2018シーズンは木曜日を担当。
- Jリーグタイム（2017年 - 、NHK BS1→NHK BS） - 2017年から2020年までは、「キャンプスペシャル」やJ1非開催日に行われる「J2スペシャル」を中心に準レギュラーゲストとして不定期出演。2021年（2月20日[13] - 12月11日[14]）はレギュラーコメンテーターとして出演。2022年以降は再び不定期出演となっている。
- 平畠会議（2018年7月 - 、スカサカ!） - MC

#### 動画配信
- Jリーグ中継（DAZN） - J3リーグの実況担当[15]
- Jリーグジャッジ&リプレイ（2018年2月 - 、DAZN・Jリーグ公式YouTubeチャンネル）

### 過去

#### テレビ
- おはスタ（テレビ東京系）
- ゼベック・オンライン（2004年10月 - 2005年3月、東京MXテレビ） - 月曜レギュラー
- 明石家さんちゃんねる（TBS） - ニュースの密林、本当にあった勘違いのコーナー
- 雨上がり決死隊のトーク番組 アメトーーク!（テレビ朝日） - 不定期出演（2008年6月6日放送「地方冠番組芸人」以外はサッカー関連企画のみ）
- バルサTV（J SPORTS） - 実況
- デイリーニュース（FIFAワールドカップ専門チャンネル）
- toto&JリーグTV（スカチャン）
- Jリーグアフターゲームショー（スカチャン）
- マッチデーJリーグ・J2編（スカチャン・BSスカパー!）
- run for money 逃走中（2004年12月28日・2013年1月6日・13日、フジテレビ） - 2004年12月28日放送の回で逃走成功し、賞金60万円を獲得した。
- ジャンクSPORTS（2008年5月11日、フジテレビ）
- パチンコ王座モンド21杯（MONDO21）
- 高設定を掴め!!パチスロ格付けバトル（MONDO21）
- ヨシモト∞（ヨシモトファンダンゴTV） - 不定期出演（2007年3月末迄ほっしゃん。が都合で休むときは2部の代打MCを行うときがあった）
- Jリーグマッチデーハイライト（スカチャン・BSスカパー!） - メインMC
- 平畠蹴球団（2015年10月 - 12月、テレビ静岡）
- ピエール瀧のしょんないTV（静岡朝日テレビ） - 不定期出演（静岡ローカルネタやサッカー企画などのゲスト）

#### ドラマ
- 連続テレビ小説「あすか」（1999年 - 2000年、NHK総合） - サンペイ 役
- 天才柳沢教授の生活（2002年、フジテレビ系） - 牧師 役
- あなたの人生お運びします! 第8話「命がけの恋」（2003年、TBS系）
- 新選組!（2004年、NHK総合、大河ドラマ） - 葛山武八郎 役
- 翼の折れた天使たち 第4夜「商品」（2007年、フジテレビ系）
- JIN-仁- 完結編（2011年、TBS系） - 三吉慎蔵 役

#### CM
- くさデカの本（2004 - 2005 視聴者が選んだ自慢の美食（アレ）BEST100）
- 静岡県福祉人材確保対策連携協議会（2013年） - ナレーション
- 沼津ラクーンよしもと劇場（2014年）
- ソフトバンクモバイル（2014年、静岡県内向け）

#### ラジオ
- 平ちゃんのパチンコ・パチスロ情報ラジオ〜ゴリラのつぼ（ラジオ日本）
- おしゃべりやってまーす火曜日（2003年10月 - 2009年4月、K'z Station）

#### 動画配信
- F.Chan TV（フットボールチャンネル） - 不定期出演

## 映画
- U-31（2016年） - 平田修 役

## 舞台
- ミュージカル「新・演歌の花道」（2002年、新宿コマ劇場・梅田コマ劇場）

## 著書
- 平畠啓史 Jリーグ54クラブ巡礼 -ひらちゃん流Jリーグの楽しみ方-（2018年・ヨシモトブックス） ISBN 978-4847097201
- 平畠啓史 Jリーグ56クラブ巡礼2020 -日本全国56人に会ってきた-（2020年・ワニブックス） ISBN 978-4847098765 - 「平畠啓史 Jリーグ54クラブ巡礼」の続編。ヴァンラーレ八戸とFC今治を追加した。
- 今日も、Jリーグ日和。 -ひらちゃん流マニアックなサッカーの楽しみ方-（2019年・ヨシモトブックス） ISBN 4847098307 - サッカーダイジェストの連載「アディショナルタイムに独り言」の単行本化
- 平畠啓史の日本一わかりやすいJリーグ語辞典（2021年・ワニブックス）ISBN 978-4847070280